# Campeonato Panamericano de Balonmano Masculino de 1998
El VIII Campeonato Panamericano de Balonmano de 1998 se disputó entre el 22 y el 29 de septiembre de 1998 en Havana, Cuba y es organizado por la  Federación Panamericana de Balonmano y entregó tres plazas para el Campeonato Mundial de Balonmano Masculino de 1999.

## Grupos
| Grupo A  | Grupo B        |
| -------- | -------------- |
| Cuba     | Argentina      |
| Brasil   | Estados Unidos |
| Canadá   | Groenlandia    |
| Colombia | México         |
| Uruguay  | Puerto Rico    |

## Primera fase

### Grupo A
| Equipo   | PTS | J | G | E | P | GF  | GC  | DG   |
| -------- | --- | - | - | - | - | --- | --- | ---- |
| Cuba     | 8   | 4 | 4 | 0 | 0 | 171 | 62  | +109 |
| Brasil   | 6   | 4 | 3 | 0 | 1 | 133 | 85  | +48  |
| Canadá   | 4   | 4 | 2 | 0 | 2 | 88  | 112 | -24  |
| Colombia | 2   | 4 | 1 | 0 | 3 | 86  | 143 | -57  |
| Uruguay  | 0   | 4 | 0 | 0 | 4 | 77  | 153 | -76  |

#### Resultados
| Fecha      | Hora  | Partido³ | Partido³ | Partido³ | Resultado |
| ---------- | ----- | -------- | -------- | -------- | --------- |
| 22.09.1998 | 14:00 | Brasil   | -        | Canadá   | 34-15     |
| 22.09.1998 | 20:30 | Cuba     | -        | Uruguay  | 54-13     |
| 23.09.1998 | 18:00 | Canadá   | -        | Colombia | 28-13     |
| 23.09.1998 | 20:30 | Cuba     | -        | Brasil   | 30-22     |
| 24.09.1998 | 18:00 | Brasil   | -        | Uruguay  | 32-16     |
| 24.09.1998 | 20:30 | Cuba     | -        | Colombia | 45-16     |
| 25.09.1998 | 16:00 | Brasil   | -        | Colombia | 45-24     |
| 25.09.1998 | 18:00 | Canadá   | -        | Uruguay  | 34-23     |
| 26.09.1998 | 14:00 | Colombia | -        | Uruguay  | 33-25     |
| 26.09.1998 | 20:30 | Cuba     | -        | Canadá   | 42-11     |

### Grupo B
| Equipo         | PTS | J | G | E | P | GF | GC | DG  |
| -------------- | --- | - | - | - | - | -- | -- | --- |
| Argentina      | 4   | 3 | 3 | 0 | 0 | 84 | 47 | +37 |
| Estados Unidos | 4   | 3 | 2 | 0 | 1 | 69 | 57 | +12 |
| Groenlandia    | 2   | 3 | 1 | 0 | 2 | 54 | 73 | -19 |
| México         | 0   | 3 | 0 | 0 | 3 | 63 | 93 | -30 |
| Puerto Rico    | 0   | 0 | 0 | 0 | 0 | 0  | 0  | 0   |

#### Resultados
| Fecha      | Hora  | Partido³       | Partido³ | Partido³       | Resultado |
| ---------- | ----- | -------------- | -------- | -------------- | --------- |
| 22.09.1998 | 18:00 | Estados Unidos | -        | México         | 28-19     |
| 22.09.1998 | 16:00 | Argentina      | -        | Puerto Rico    | W.O       |
| 23.09.1998 | 14:00 | Argentina      | -        | Estados Unidos | 24-17     |
| 23.09.1998 | 16:00 | Groenlandia    | -        | México         | 29-25     |
| 24.09.1998 | 14:00 | Estados Unidos | -        | Puerto Rico    | W.O       |
| 24.09.1998 | 16:00 | Argentina      | -        | Groenlandia    | 24-11     |
| 25.09.1998 | 16:00 | Groenlandia    | -        | Puerto Rico    | W.O       |
| 25.09.1998 | 20:30 | Estados Unidos | -        | Groenlandia    | 24-14     |
| 26.09.1998 | 14:00 | México         | -        | Puerto Rico    | W.O       |
| 26.09.1998 | 18:00 | Argentina      | -        | México         | 36-19     |

### 5º al 8º puesto
| Fecha      | Hora² | Partido¹    | Partido¹ | Partido¹ | Resultado |
| ---------- | ----- | ----------- | -------- | -------- | --------- |
| 28.09.1998 | 14:00 | Groenlandia | -        | Colombia | 31-22     |
| 28.09.1998 | 16:00 | Canadá      | -        | México   | 32-23     |

### 7º/8º puesto
| Fecha      | Hora² | Partido¹ | Partido¹ | Partido¹ | Resultado |
| ---------- | ----- | -------- | -------- | -------- | --------- |
| 29.09.1998 | 14:00 | México   | -        | Colombia | 28-23     |

### 5º/6º puesto
| Fecha      | Hora² | Partido¹    | Partido¹ | Partido¹ | Resultado |
| ---------- | ----- | ----------- | -------- | -------- | --------- |
| 29.09.1998 | 16:00 | Groenlandia | -        | Canadá   | 21-20     |

## Fase final

### Cuartos de final
| Fecha      | Hora² | Partido³       | Partido³ | Partido³    | Resultado |
| ---------- | ----- | -------------- | -------- | ----------- | --------- |
| 27.09.1998 | 15:00 | Brasil         | -        | Groenlandia | 40-21     |
| 27.09.1998 | 17:00 | Estados Unidos | -        | Canadá      | 21-20     |
| 27.09.1998 | 19:00 | Argentina      | -        | Colombia    | 32-12     |
| 27.09.1998 | 21:00 | Cuba           | -        | México      | 44-13     |

### Semifinales
| Fecha      | Hora² | Partido³  | Partido³ | Partido³       | Resultado |
| ---------- | ----- | --------- | -------- | -------------- | --------- |
| 28.09.1998 | 18:00 | Argentina | -        | Brasil         | 20-15     |
| 28.09.1998 | 20:30 | Cuba      | -        | Estados Unidos | 27-18     |

### 3º/4º puesto
| Fecha      | Hora² | Partido¹ | Partido¹ | Partido¹       | Resultado |
| ---------- | ----- | -------- | -------- | -------------- | --------- |
| 29.09.1998 | 18:00 | Brasil   | -        | Estados Unidos | 27-22     |

### Final
| Fecha      | Hora² | Partido³ | Partido³ | Partido³  | Resultado |
| ---------- | ----- | -------- | -------- | --------- | --------- |
| 29.09.1998 | 20:30 | Cuba     | -        | Argentina | 31-26     |

| Cuba           |
| Campeón        |
| Cuba 8° título |

### Clasificación general
| Cuba              |
| Argentina         |
| Brasil            |
| 4. Estados Unidos |
| 5. Groenlandia    |
| 6. Canadá         |
| 7. México         |
| 8. Colombia       |
| 9. Uruguay        |

## Clasificados al Mundial 1999
| Bandera de Cuba | Bandera de Argentina | Bandera de Brasil |
| Cuba            | Argentina            | Brasil            |
| --------------- | -------------------- | ----------------- |